# Herleville
Herleville est une commune française située dans le département de la Somme, en région Hauts-de-France.

## Géographie
1. Carte dynamique
2. Carte Openstreetmap
3. Carte topographique
4. Carte avec les communes environnantes

Ce village rural picard du Santerre est desservi par l'ancienne route nationale 29 (actuelle RD 1029). Il est aisément accessible par les autoroutes A1 et A29. Situé à 16 km à l'ouest de Péronne, par la route, le village se trouve à 34 km d'Amiens, chef-lieu du département.
Neuf communes limitent le territoire.

### Sol, relief, hydrographie
Surtout dans la plaine, le sol est argileux sur les trois-quarts du territoire. Le quart restant est formé de petites collines crayeuses peu fertiles.
Le terrain est presque entièrement plat. La partie ouest est limitée par une colline d'une quinzaine de mètres de haut, bordant une vallée sèche se dirigeant vers la Somme.
En 1899, l'eau des puits est tirée dans une nappe située à une trentaine de mètres de profondeur.

### Hydrographie
La commune est située dans le bassin Artois-Picardie. Elle n'est drainée par aucun cours d'eau.

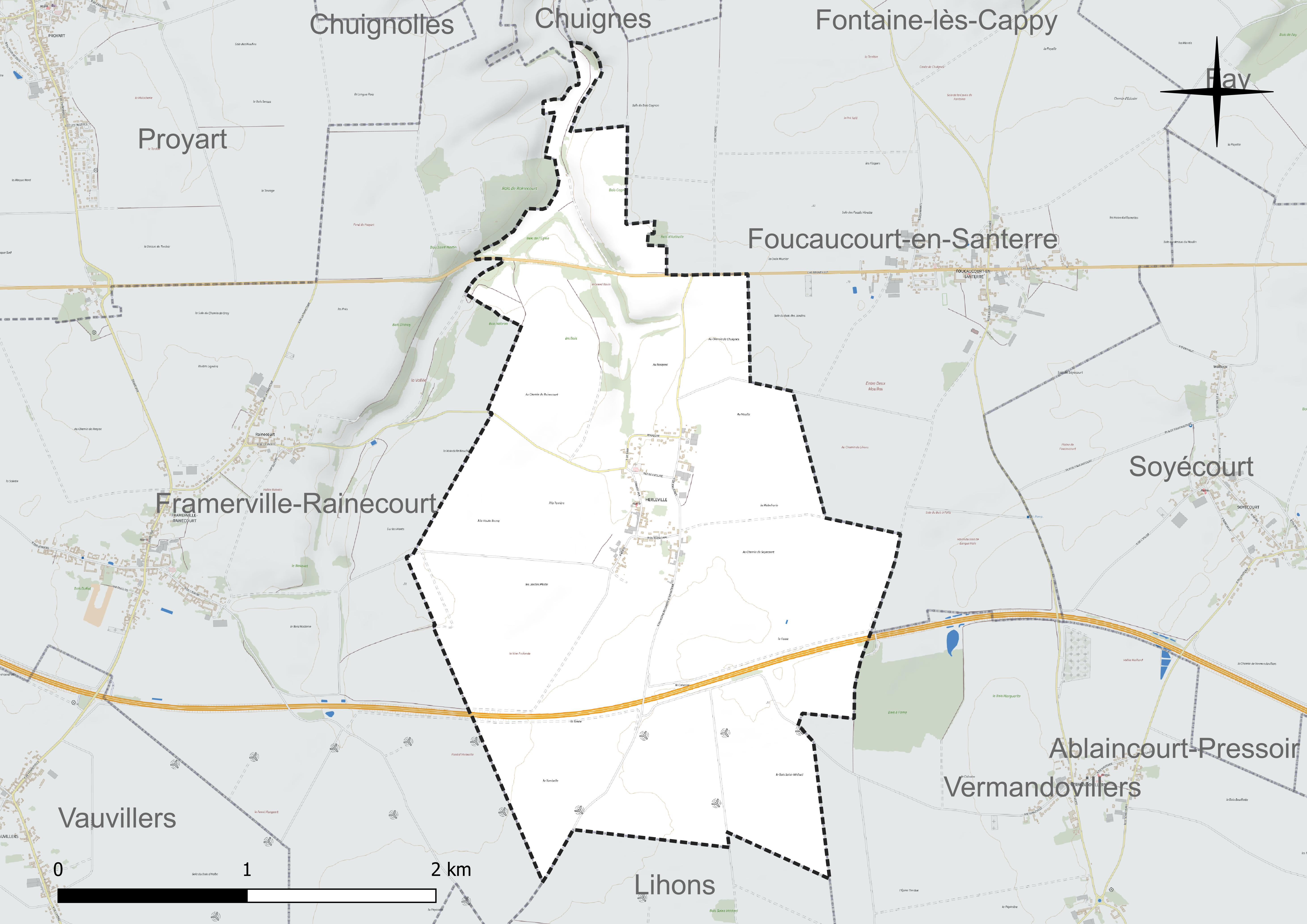
Réseau hydrographique d'Herleville.

### Climat
Pour des articles plus généraux, voir Climat des Hauts-de-France et Climat de la Somme.
En 2010, le climat de la commune est de type climat océanique dégradé des plaines du Centre et du Nord, selon une étude du CNRS s'appuyant sur une série de données couvrant la période 1971-2000. En 2020, Météo-France publie une typologie des climats de la France métropolitaine dans laquelle la commune est exposée à un climat océanique et est dans la région climatique Nord-est du bassin Parisien, caractérisée par un ensoleillement médiocre, une pluviométrie moyenne régulièrement répartie au cours de l'année et un hiver froid (3 °C).
Pour la période 1971-2000, la température annuelle moyenne est de 10,4 °C, avec une amplitude thermique annuelle de 14,1 °C. Le cumul annuel moyen de précipitations est de 710 mm, avec 11,2 jours de précipitations en janvier et 8,9 jours en juillet. Pour la période 1991-2020, la température moyenne annuelle observée sur la station météorologique la plus proche, située sur la commune de Rouvroy-en-Santerre à 11 km à vol d'oiseau, est de 10,8 °C et le cumul annuel moyen de précipitations est de 635,8 mm,. Pour l'avenir, les paramètres climatiques de la commune estimés pour 2050 selon différents scénarios d'émission de gaz à effet de serre sont consultables sur un site dédié publié par Météo-France en novembre 2022.

## Urbanisme

### Typologie
Au 1er janvier 2024, Herleville est catégorisée commune rurale à habitat dispersé, selon la nouvelle grille communale de densité à sept niveaux définie par l'Insee en 2022.
Elle est située hors unité urbaine. Par ailleurs la commune fait partie de l'aire d'attraction d'Amiens, dont elle est une commune de la couronne,. Cette aire, qui regroupe 369 communes, est catégorisée dans les aires de 200 000 à moins de 700 000 habitants,.

### Occupation des sols
L'occupation des sols de la commune, telle qu'elle ressort de la base de données européenne d'occupation biophysique des sols Corine Land Cover (CLC), est marquée par l'importance des territoires agricoles (99,9 % en 2018), une proportion sensiblement équivalente à celle de 1990 (100 %). La répartition détaillée en 2018 est la suivante : 
terres arables (93,7 %), zones agricoles hétérogènes (6,2 %), forêts (0,1 %). L'évolution de l'occupation des sols de la commune et de ses infrastructures peut être observée sur les différentes représentations cartographiques du territoire : la carte de Cassini (XVIIIe siècle), la carte d'état-major (1820-1866) et les cartes ou photos aériennes de l'IGN pour la période actuelle (1950 à aujourd'hui).

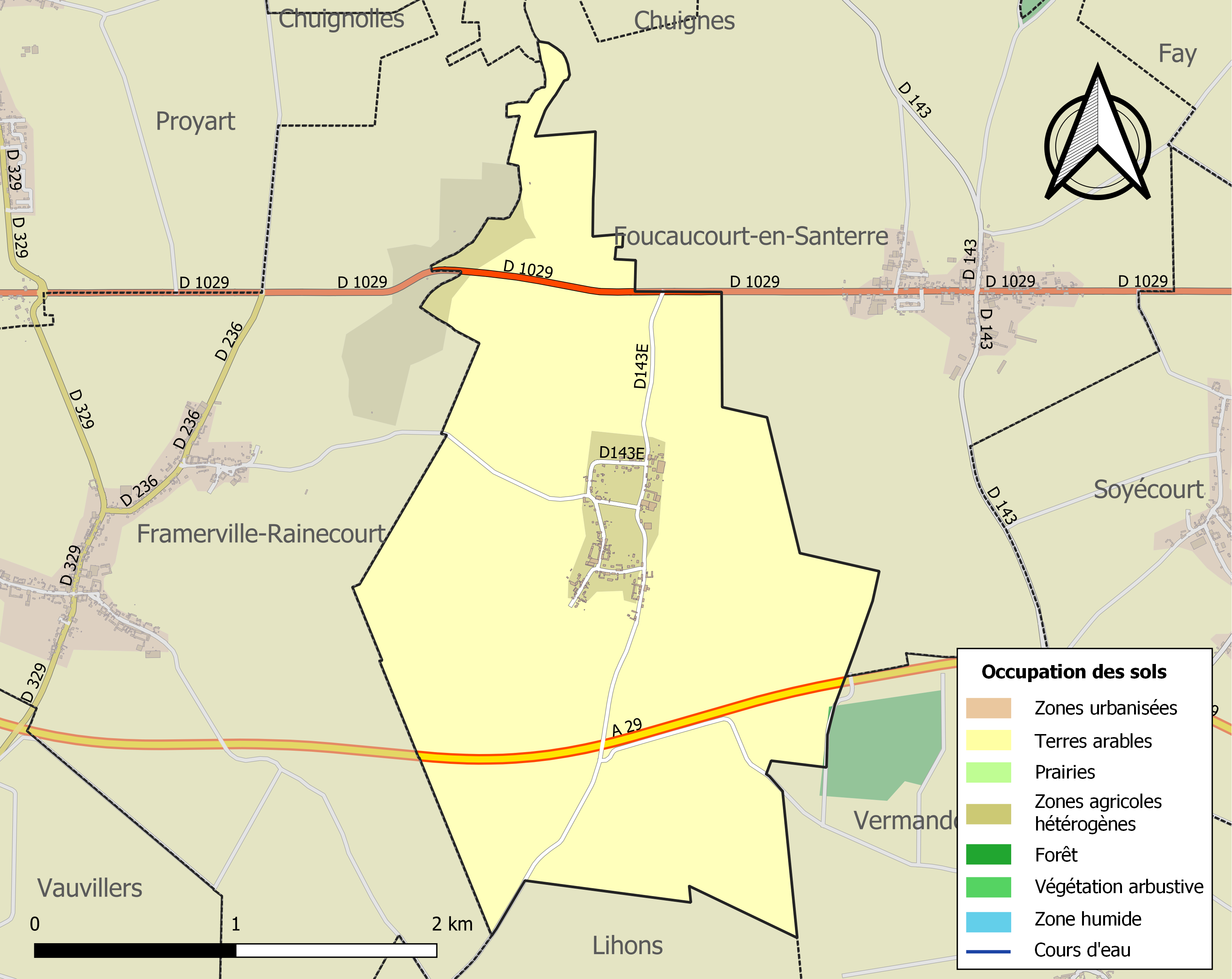
Carte des infrastructures et de l'occupation des sols de la commune en 2018 (CLC).

### Voies de communication et transports
La localité est desservie par les autocars du réseau inter-urbain Trans'80, Hauts-de-France (ligne no 59, Harbonnières - Péronne).

## Toponymie
Herlivilla est relevé en 1098 et 1111 dans le cartulaire de Lihons. La forme actuelle, Herleville est citée dès 1214 dans un dénombrement de Philippe-Auguste,.

## Histoire
Une voie romaine dénommée chaussée Brunehaut  traverse le village.
Durant une partie du Moyen Âge, le village dépend de la seigneurie de Framerville.
En 1869, l'abbé Poire découvre un cimetière mérovingien au lieudit les Monts de Rainecourt, dans lequel se trouvent de nombreux sarcophages. Il y recueille des vases en verre, des boucles de ceinturons, des boucliers, des bijoux, des armes et d'autres objets.
Au XVIe siècle, Charles de Baynast, seigneur du lieu et capitaine au régiment de Lannoy, s'illustre au siège de Péronne (1536).
En 1899, la commune comptait un seul hameau, se trouvant au lieu-dit le Moulin, comptant alors deux habitants.

### Première Guerre mondiale
Durant la Première Guerre mondiale, le village est complètement détruit. Le 25 septembre 1914, un bombardement anéantit le clocher, la toiture et incendie une partie du mobilier de l'église. Le village, comme les villages avoisinants, est libéré par des soldats australiens en août 1918. Il est  classé dans la zone rouge.
La commune est décorée de la Croix de guerre 1914-1918 le 27 octobre 1920. La reconstruction dure pendant tout l'entre-deux-guerres et celle de l'église se termine en 1929.

### Seconde Guerre mondiale
Le village est  à nouveau détruit pendant la Seconde Guerre mondiale. Ses souffrances lui valent  une Croix de guerre 1939-1945 avec étoile de bronze le 11 novembre 1948.

## Politique et administration

### Rattachements administratifs et électoraux
La commune se trouve dans l'arrondissement de Péronne du département de la Somme. Pour l'élection des députés, elle fait partie depuis 1958 de la cinquième circonscription de la Somme.
Elle faisait partie depuis 1801 du canton de Chaulnes. Dans le cadre du redécoupage cantonal de 2014 en France, la commune est intégrée au canton de Ham.

### Intercommunalité
La commune était adhérente de la communauté de communes de Haute-Picardie créée en 1994 sous le nom de Communauté de communes de Chaulnes et environs, et qui a pris sa dénomination de Communauté de communes de Haute-Picardie en 1999.
Dans le cadre des dispositions de la loi portant nouvelle organisation territoriale de la République du 7 août 2015, qui prévoit que les établissements publics de coopération intercommunale (EPCI) à fiscalité propre doivent avoir un minimum de 15 000 habitants, la préfète de la Somme propose en octobre 2015 un projet de nouveau schéma départemental de coopération intercommunale (SDCI) qui prévoit la réduction de 28 à 16 du nombre des intercommunalités à fiscalité propre du département.
Le projet préfectoral prévoit la « fusion des communautés de communes de Haute Picardie et du Santerre », le nouvel ensemble de 17 954 habitants regroupant 46 communes,,. À la suite de l'avis favorable de la commission départementale de coopération intercommunale en janvier 2016, la préfecture sollicite l'avis formel des conseils municipaux et communautaires concernés en vue de la mise en œuvre de la fusion le 1er janvier 2017.
Cette procédure aboutit à la création au 1er janvier 2017 de la communauté de communes Terre de Picardie, dont la commune est désormais membre.

### Liste des maires
| Période                                  | Période                      | Identité             | Étiquette | Qualité                                                                                        |
| ---------------------------------------- | ---------------------------- | -------------------- | --------- | ---------------------------------------------------------------------------------------------- |
| Les données manquantes sont à compléter. |                              |                      |           |                                                                                                |
| 1965                                     | 2008                         | Gérard Proot         | DVD       | Agriculteur Administrateur de la fédération de chasse de la Somme Chevalier du Mérite agricole |
| mars 2008                                | 2020                         | Philippe Sy          | SE        | Retraité de la Poste                                                                           |
| 2020                                     | En cours (au 8 octobre 2020) | Vincent Vanneufville |           |                                                                                                |

## Démographie
L'évolution du nombre d'habitants est connue à travers les recensements de la population effectués dans la commune depuis 1793. Pour les communes de moins de 10 000 habitants, une enquête de recensement portant sur toute la population est réalisée tous les cinq ans, les populations de référence des années intermédiaires étant quant à elles estimées par interpolation ou extrapolation. Pour la commune, le premier recensement exhaustif entrant dans le cadre du nouveau dispositif a été réalisé en 2007.

En 2022, la commune comptait 192 habitants, en évolution de +2,67 % par rapport à 2016 (Somme : −1,26 %, France hors Mayotte : +2,11 %).
| 1793 | 1800 | 1806 | 1821 | 1831 | 1836 | 1841 | 1846 | 1851 |
| ---- | ---- | ---- | ---- | ---- | ---- | ---- | ---- | ---- |
| 360  | 371  | 448  | 380  | 433  | 419  | 456  | 432  | 429  |

| 1856 | 1861 | 1866 | 1872 | 1876 | 1881 | 1886 | 1891 | 1896 |
| ---- | ---- | ---- | ---- | ---- | ---- | ---- | ---- | ---- |
| 411  | 412  | 404  | 375  | 336  | 351  | 329  | 324  | 327  |

| 1901 | 1906 | 1911 | 1921 | 1926 | 1931 | 1936 | 1946 | 1954 |
| ---- | ---- | ---- | ---- | ---- | ---- | ---- | ---- | ---- |
| 321  | 318  | 287  | 111  | 158  | 162  | 168  | 163  | 158  |

| 1962 | 1968 | 1975 | 1982 | 1990 | 1999 | 2006 | 2007 | 2012 |
| ---- | ---- | ---- | ---- | ---- | ---- | ---- | ---- | ---- |
| 159  | 142  | 119  | 109  | 113  | 99   | 118  | 121  | 183  |

| 2017 | 2022 | - | - | - | - | - | - | - |
| ---- | ---- | - | - | - | - | - | - | - |
| 183  | 192  | - | - | - | - | - | - | - |

## Économie
Ces tableaux (en référence) regroupent les chiffres-clés de l'économie communale.

## Culture locale et patrimoine

### Lieux et monuments
- Église Saint-Aubin[36] dont le chœur et l'abside datent de la période gothique. La nef a été construite en 1728, au XVIIIe siècle. L'édifice comprend une chaire en chêne de la même époque, sculptée de bas-reliefs. Elle aurait été exécutée dans le Nord, à Séchin ou à Lille, elle est classée monument historique en 1905[37]. De gros dommages ont été causés à l'édifice au cours de la Première Guerre mondiale[38],[39]. Ils seront réparés après le conflit[17].

- Oratoire à la Vierge, à l'intersection de la rue du Maréchal et de la rue Verte[40].
- Muches (refuges souterrains) qui aboutissent à l'église[2].

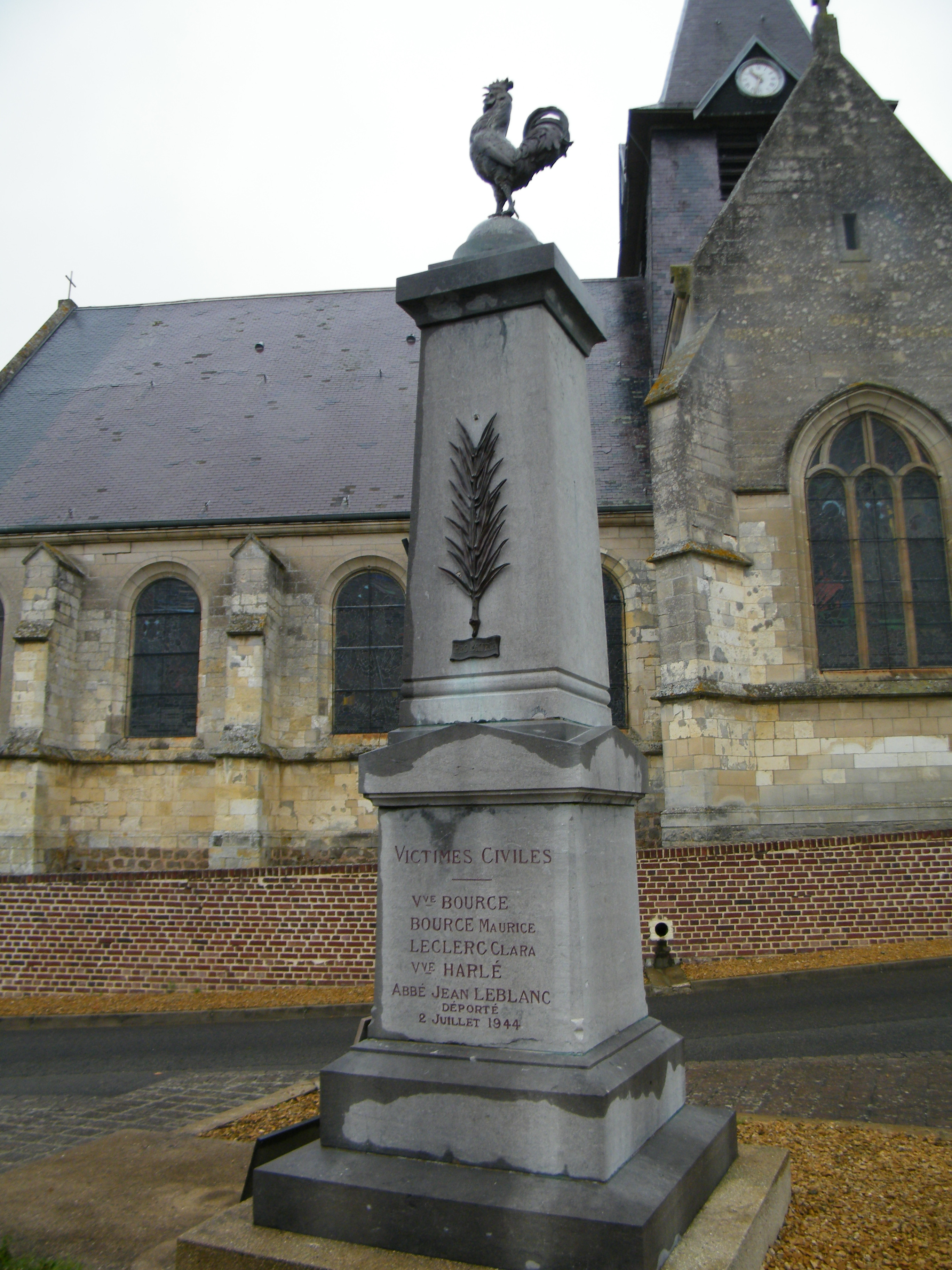
Monument aux morts.
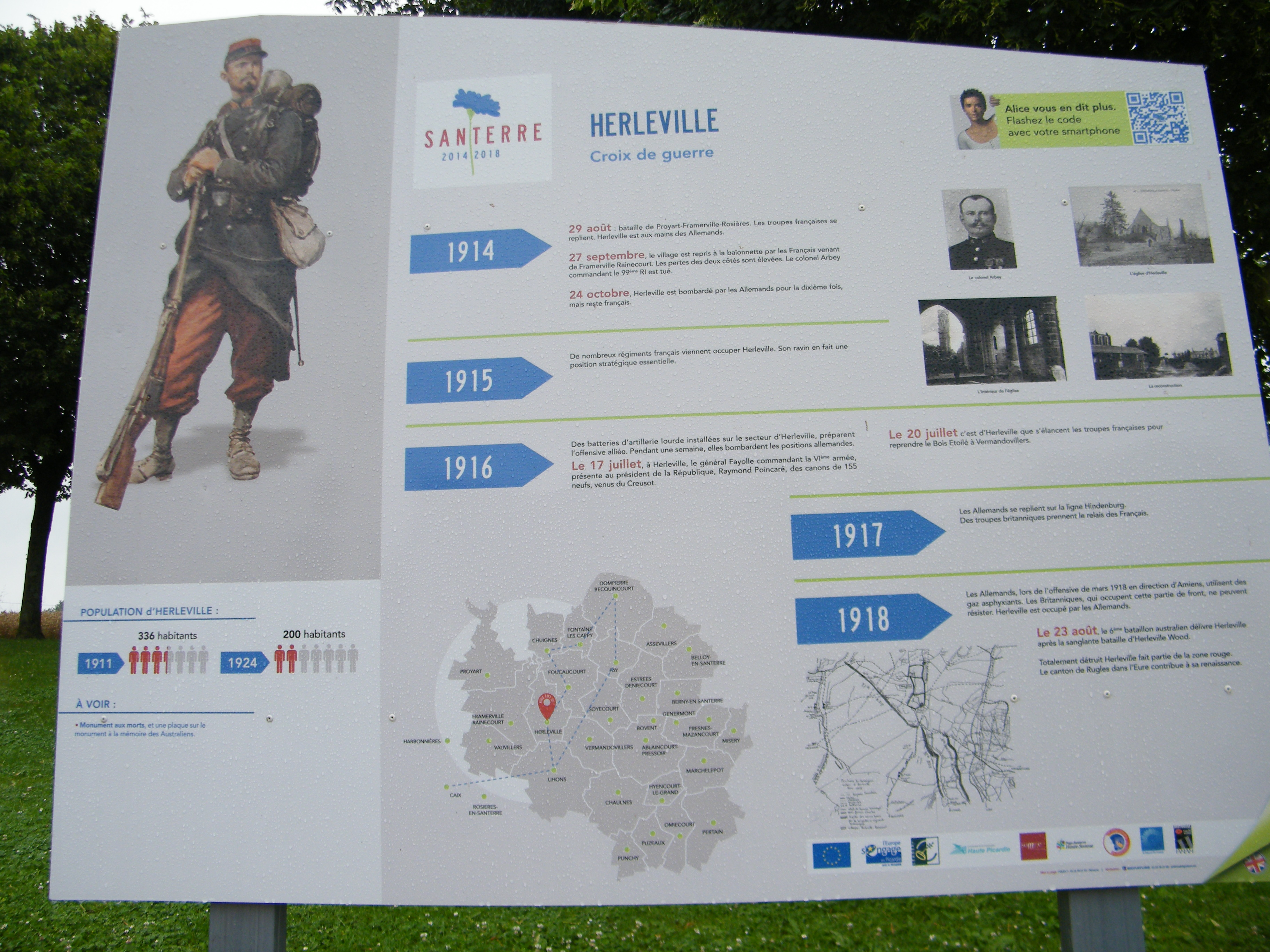
Histoire locale.
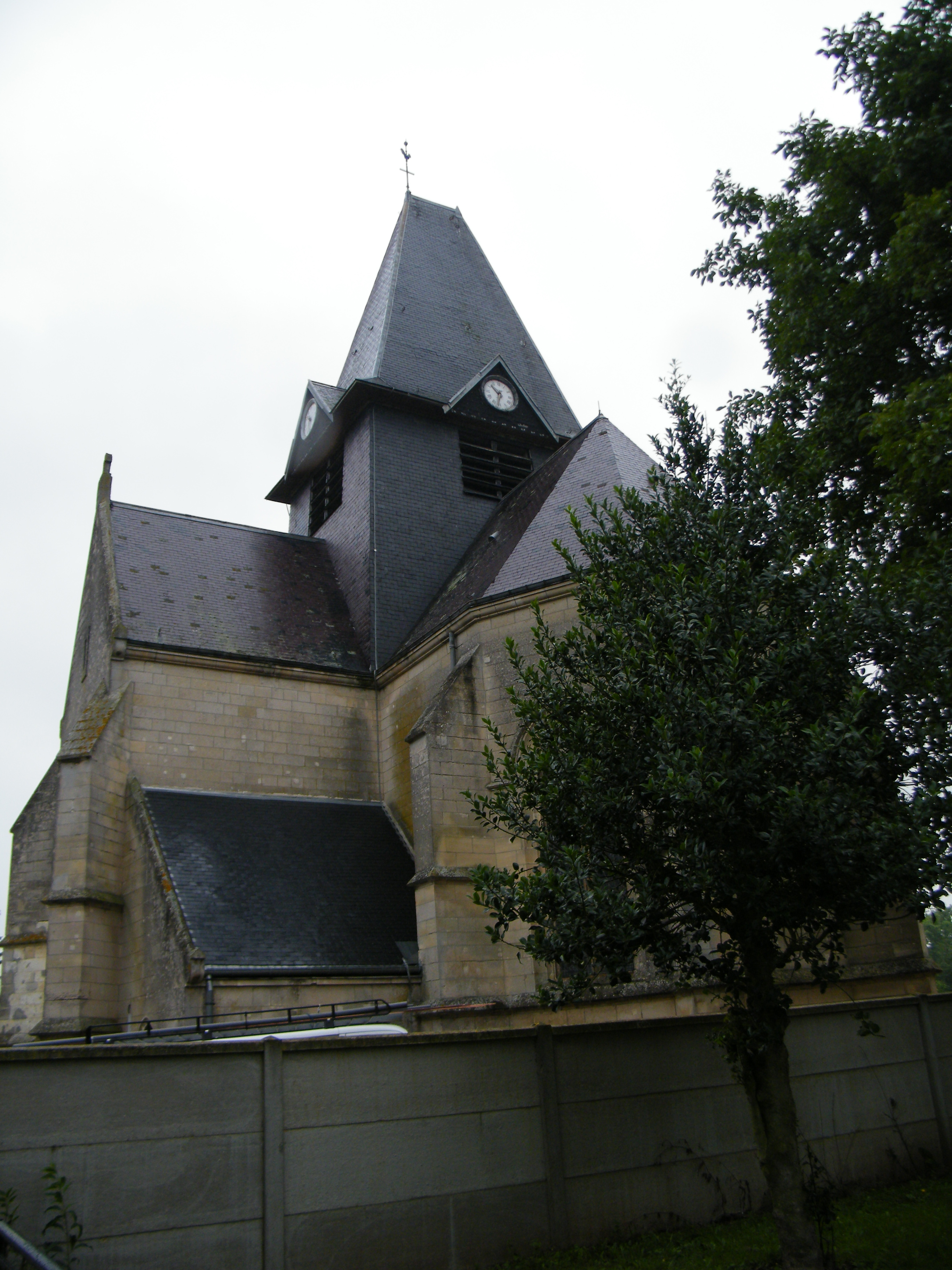
Autre vue de l'église Saint-Aubin.